# 朱心雄
朱心雄（1933年—），男，浙江海宁人，中国宇航制造、计算机辅助设计与制造专家，曾任北京航空航天大学教授、博士生导师。